# Patrick Devedjian
Patrick Devedjian (Fontainebleau, 26 de agosto de 1944-Antony, 29 de marzo de 2020) fue un político francés del partido Unión para un Movimiento Popular (UMP). Como asesor cercano de Nicolas Sarkozy desde la década de 1990, fue nombrado ministro. Se encargó de la Implementación del Plan de Recuperación, un puesto ministerial especial creado durante dos años, tras la crisis financiera mundial de 2008. Su mandato comenzó en diciembre de 2008. Era de ascendencia armenia.  
Falleció a los 75 años el 29 de marzo de 2020 a causa de la enfermedad COVID-19 durante la pandemia por coronavirus.

## Juventud
Devedjian nació en Fontainebleau, Seine-et-Marne. Era nieto del zoólogo armenio y burócrata otomano Karekin Deveciyan. Su padre nació en Sivas, Imperio otomano y llegó a Francia después de escapar del Genocidio Armenio. Devedjian recibió su educación temprana en una escuela armenia en Sèvres. Continuó su educación en la Universidad Panthéon-Assas. En 1963, con diecisisete años, se unió al grupo de extrema derecha Occidente. En una entrevista de 2014, declaró que lamentaba su pertenencia a la organización en el pasado, y que "nunca habían tolerado ningún delito". Fue admitido en el Colegio de Abogados de París en 1970. Se convirtió en militante del movimiento gaullista en 1971 y participó en la fundación del partido Agrupación por la República (RPR) en 1976.[cita requerida]

## Carrera

### Alcalde de Antony y Diputado
En 1983, Devedjian fue elegido alcalde de Antony, cargo que ocuparía hasta 2002 con reelecciones en 1989, 1995 y 2001. En 1986, también se convirtió en Diputado de la Asamblea Nacional del departamento de Hauts-de-Seine y fue reelegido seis veces en 1988, 1993, 1997, 2002, 2007 y 2012. Fue miembro del Comité de Finanzas de la Asamblea y relator del Comité de Acuerdo General sobre Aranceles Aduaneros y Comercio. 
En 1992, fue uno de los pocos miembros de la RPR que votó a favor del Tratado de Maastricht. Durante la campaña presidencial de 1995, apoyó a Édouard Balladur junto con Nicolas Sarkozy, y sufrió impopularidad con la RPR después de la derrota de Balladur contra Jacques Chirac. Se convirtió en un asesor cercano de Nicolas Sarkozy, y volvió a ser favorito durante la campaña presidencial de 2002.

### Segunda presidencia de Chirac

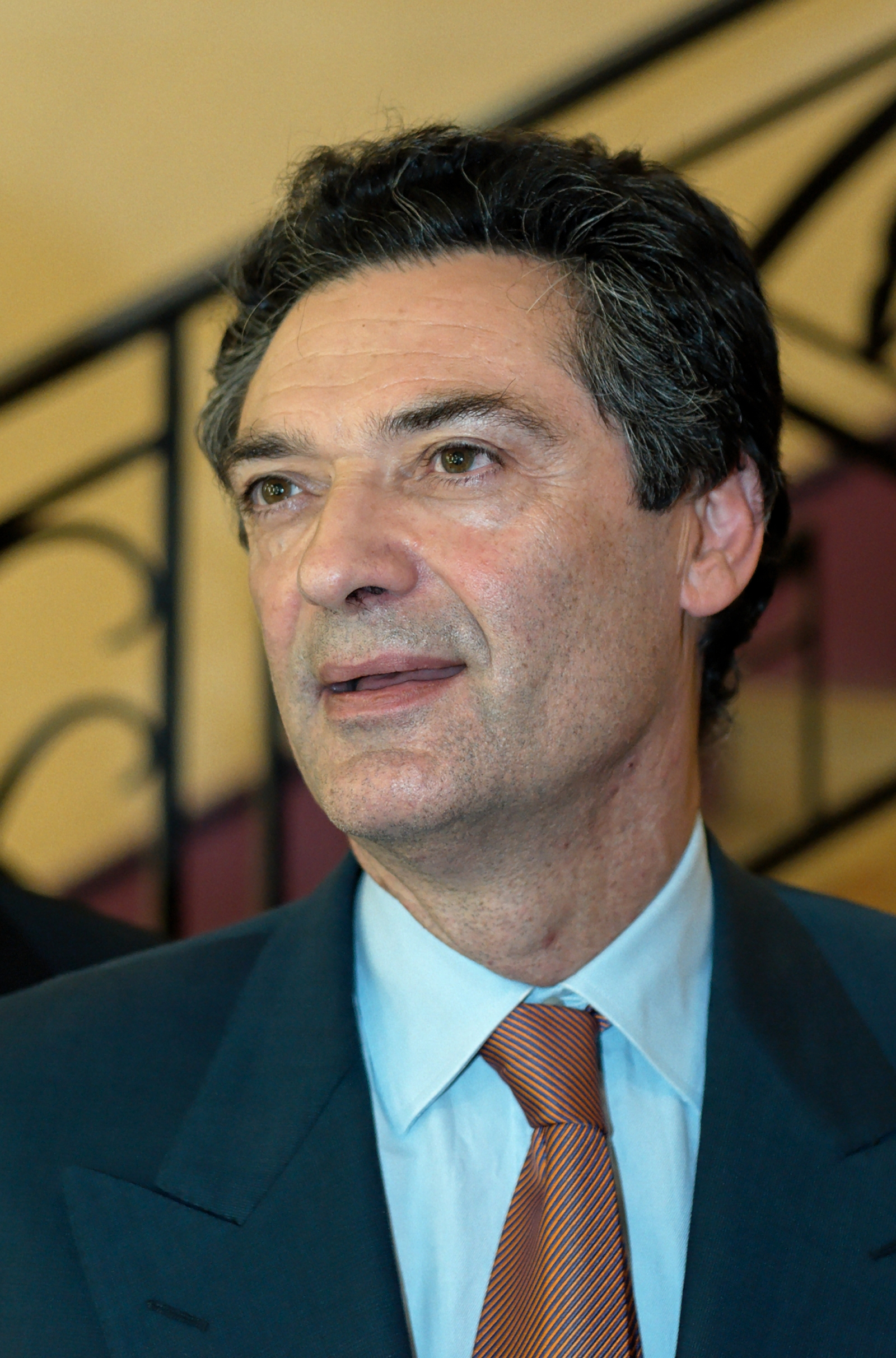
Patrick Devedjian respondiendo a periodistas después de un mitin político en 2007

Después de la reelección de Jacques Chirac en 2002, Nicolas Sarkozy, quien se convirtió en ministro del Interior y de facto Número 2 del gobierno de Jean-Pierre Raffarin, eligió a Patrick Devedjian como su viceministro de Libertades Locales, a cargo del gobierno local. Como el presidente Chirac, había solicitado que los ministros no tuvieran poderes ejecutivos locales, Devedjian renunció como alcalde de Antony y fue sucedido por Raymond Sibille. También fue reemplazado en el Parlamento por su sustituto Georges Siffredi. 
Cuando Nicolas Sarkozy se convirtió en ministro de Economía y Finanzas en 2004, Patrick Devedjian lo siguió como viceministro de Industria. 
En junio de 2005, el nuevo primer ministro Dominique de Villepin no incluyó a Patrick Devedjian en su gobierno. Como resultado, Georges Siffredi renunció al Parlamento en octubre para que Devedjian fuera reelegido en el distrito electoral número trece de Hauts-de-Seine. 
Devedjian propuso una enmienda a un proyecto de ley que penalizaba la negación del Genocidio Armenio. El 9 de octubre de 2006 el proyecto señalaba que: "Estas regulaciones no se aplican a investigaciones y estudios académicos y científicos". Devedjian agregó una declaración a la enmienda que según los medios "evitaría cualquier provocación y manifestaciones políticas organizadas por un país extranjero".
Cuando Nicolas Sarkozy renunció al gobierno y se convirtió en presidente de la Unión por un partido del Movimiento Popular, Patrick Devedjian se convirtió en su asesor político.

### Elecciones de 2007
Tras las elecciones presidenciales de 2007 y la elección de Nicolas Sarkozy como presidente de la República, aparecieron tensiones entre Sarkozy y Devedjian, que había deseado y se había predicho que se convertiría en ministro de Justicia. En cambio, Sarkozy eligió a Rachida Dati, la primera mujer de ascendencia africana en tener un Ministerio en Francia. Devedjian no fue incluido en el gobierno de François Fillon. En esa ocasión, Devedjian comentó con amargura: "Estoy a favor de un gobierno abierto a una amplia gama de personas, incluso a los sarkozistas". La broma le valió el Premio al Humor Político de 2007. 
En cambio, Devedjian asumió la presidencia del Consejo General de Hauts-de-Seine el 1 de junio, convirtiéndose en jefe del departamento más rico de Francia. El 25 de septiembre fue nombrado subsecretario general de la Unión por un Movimiento Popular (UMP), reemplazando a Brice Hortefeux, entonces secretario general, compartiendo el liderazgo del partido con el primer vicepresidente Jean-Pierre Raffarin.

### Regresar al gobierno
Del 8 de diciembre de 2008 al 13 de noviembre de 2010, Devedjian fue nombrado ministro del primer ministro a cargo de la Implementación del Plan de Recuperación, un puesto ministerial especial creado durante dos años después de la crisis financiera mundial de 2008 y el anuncio de un paquete de recuperación por parte de presidente Sarkozy el 4 de diciembre. Dejó el liderazgo de UMP a Xavier Bertrand el 8 de diciembre.

## Controversias
Después de las elecciones legislativas de 2007, Télé Lyon Métropole (TLM) filmó una conversación durante la cual un diputado de Bouches-du-Rhône de la UMP presentó al nuevo parlamentario Michel Havard a Patrick Devedjian, diciendo que Havard había derrotado a la candidata del Movimiento Democrático Anne-Marie Comparini. Devedjian felicitó a Havard y luego agregó "... cette salope! " ("... ¡esa perra!") refiriéndose a Comparini. Esa noche, Devedjian se disculpó en privado, luego emitió un comunicado de prensa lamentando la transmisión de "imágenes robadas de una conversación privada". Dijo que lamentaba su "exclamación inapropiada sobre la señora Anne-Marie Comparini" y dijo  que le enviaba "sus saludos y su estima". Se disculpó nuevamente en público en una conferencia de prensa al día siguiente, pero ya era demasiado tarde para evitar una tormenta de críticas. El presidente de TLM dijo que Devedjian había pedido que la entrevista no se transmitiera "pero el Sr. Devedjian sabía que estaba siendo filmado".